# The Bates
The Bates waren eine im Jahr 1987 in Eschwege gegründete Punkrock-Band, die vor allem durch ihre zahlreichen Coverversionen bekannt war. Der Name der Musikgruppe bezieht sich auf die Figur Norman Bates aus dem Film Psycho von Alfred Hitchcock.

## Geschichte
„Gegründet in einer Zeit, in der es hieß ‚Punkrock ist tot‘, sind sie sich und ihrem Stil immer treu geblieben“, kündigte der Musiker Trini Trimpop als Moderator des ersten Power-Vision-Festivals im Oktober 1995 in Mainz-Finthen, das am 1. Dezember 1995 im ZDF als Aufzeichnung gesendet wurde, die Bates an.
Neben Eigenkompositionen, in denen es meistens um Liebe, Schmerz und Sehnsucht ging, veröffentlichten The Bates auf jedem ihrer Alben mindestens zwei Coverversionen. Da die Coverversionen besonders gut ankamen, brachte die Band im Jahr 2000 ein Album heraus, das ausschließlich Fremdkompositionen aus unterschiedlichsten Stilrichtungen beinhaltete – von den Beatles (Helter Skelter) und den Rolling Stones (Out of Time) über Sailor (Glass of Champagne) und Aneka (Japanese Boy) bis hin zu Eiffel 65 (Blue).
1994 trat die Band bei dem von Benjamin von Stuckrad-Barre organisierten Abistreich auf dem Schulhof des Max-Planck-Gymnasiums Göttingen auf.
Im Jahr 2001 löste sich die Band auf. Hintergründe waren angeblich vor allem Streitigkeiten um den Alkoholkonsum des Sängers und Bassisten Markus „Zimbl“ Zimmer. Zimbl veröffentlichte bis zu seinem Tod zwei Soloalben. Außerdem gab es von den „Suziz“, einem Seitenprojekt von Zimbl und Klube, das es schon zu Bates-Zeiten gab, ein Minialbum. Dieses, sowie die beiden Soloalben von Zimbl, wurden in Eigenregie ohne professionellen Vertrieb in geringer Stückzahl veröffentlicht.
Die größten kommerziellen Erfolge der Bates umfassen unter anderem die Songs Hello (Turn Your Radio On) (1994), Billie Jean (1994), A Real Cool Time (1995), It’s Getting Dark (1996) und Independent Love Song (1997). Die höchste Chartplatzierung einer Single war Platz 10 in der Schweiz für die Michael-Jackson-Coverversion Billie Jean. Zu den von Fans am meisten geschätzten Songs der Band zählen It’s Getting Dark, Say It Isn’t So, A Real Cool Time, Bitter End, I Don’t Wanna Love You oder Keine ist wie Du.
Am 18. Juni 2006 verstarb Zimbl im Alter von 41 Jahren in seiner Kasseler Wohnung, wo er zwei Tage später entdeckt wurde. Als Grund wird ein Kreislaufkollaps mit Herzstillstand angegeben, der auf seine langjährige Alkohol- und Drogensucht zurückzuführen ist.
Im Dezember 2006 erschien als Nachruf die 3-CD-Compilation A Tribute to Zimbl – Rocking on Heaven’s Door.
Der Erlös der Tribut-CD ging komplett an Stiftungen im Kampf gegen Drogen.
Die Band sowie die Familie und Freunde Zimbls veranstalteten ihm zu Ehren am 28. Dezember 2006 das sogenannte „Zimbl-Tribute“ Rocking on Heaven’s Door. Hier entstanden auch die Filmaufnahmen zum Dokumentarfilm Zimbl – A Real Cool Time von Sascha Nölke. Auch hier wurden die Eintrittsgelder genutzt, um der Organisation „Global-care“ eine Spende zukommen zu lassen.

## Diskografie

### Demotape
- 1987: Demotape 3 Tracks: Norman, Summer in the City, Runaway

### Alben
- 1989: No Name for the Baby (Black Fantasy Records NW103)
- 1990: Shake! (Virgin Records)
- 1992: Psycho Junior (Virgin Records)
- 1993: Unfucked (Live)
- 1994: The Bates (Virgin Records)
- 1995: Pleasure + Pain (Virgin Records)
- 1996: Kicks ’n’ Chicks (Virgin Records)
- 1997: What a Beautiful Noise (Live) (Virgin Records)
- 1998: Intra Venus (Virgin Records)
- 1998: Punk? (Virgin Records)
- 1999: Right Here! Right Now! (Virgin Records)
- 2000: 2nd Skin (Virgin Records)
- 2009: Welcome to the Bates Motel (Out-O-Space OOS CD Zimbl 1) Live in Kassel, Spot
- 2014: The Bates Collection (Universal Music)

### Singles
- 1994: Hello (Virgin Records)
- 1994: I’m Alright (Virgin Records)
- 1995: Say It Isn’t So (Virgin Records)
- 1995: Billie Jean (Virgin Records)
- 1995: A Real Cool Time (Virgin Records)
- 1996: It’s Getting Dark  (Virgin Records)
- 1996: Poor Boy (Virgin Records)
- 1997: Independent Love Song (Virgin Records)
- 1999: Bitter End (Virgin Records)
- 2000: Japanese Girl (Virgin Records)

### Samplerbeiträge
- 1988: Not Great for Great Men (diverse Bands, Weckewerk 00002)
- 1989: The Ghost of Brian (Black Fantasy Record 104/105) mit As Tears Go By

### Videoalben
- 1992: Live in Göttingen
- 1994: Bubblegum Trash Tour
- 1998: The Bates – Videoclips
- 2000: Live in Tokyo